# Městské opevnění (Kouřim)
Městské opevnění v Kouřimi je rozsáhlé opevnění budované od 13. do 16. století na obranu středověkého města Kouřim.

## Historie
Vnitřní s plnými věžemi a vnější hradby chránily téměř obdélný půdorys města. Vnitřní pás hradeb vznikl v 2. polovině 13. století, 14 metrů široké parkány mezi hradbami spolu s polokruhovými pozdně gotickými baštami byly postaveny ve 2. polovině 15. století. Před vnější zdí byly ještě dva hluboké příkopy a mohutný val.
První písemná zmínka o Kouřimi je spojena právě s opevněním, které bylo dáváno za vzor městům Kolínu a Přelouči.
Po třicetileté válce zdi a bašty zpustly a nebyly již nikdy obnoveny. Pouze v 17. století došlo k nejnutnějším opravám městských bran. Přesto se však zachovaly především rozsáhlé úseky vnějšího hradebního pásu, nejzachovalejší na severní straně. Jeho délka činí 1250 m a patří k nejdelším zachovaným městským opevněním v Česku.
Do města se vstupovalo čtyřmi pevnými branami – Kolínskou, Pražskou, Malotickou a Olešeckou. Dodnes dochovala pouze brána Pražská, ostatní tři byly zbořeny v 19. století. Posledním zbytkem Kolínské brány je mohutná zřícenina kdysi nejpevnější části městského opevnění. Stávala na konci výrazně se klikatící ulice. Toto zakřivení mělo případnému nepříteli co nejvíce ztížit přístup do centra středověkého města. Zaniklou bránu připomíná také pamětní deska na hradební zdi.
Městské opevnění bylo v roce 1995 vyhlášeno národní kulturní památkou.

## Pražská brána

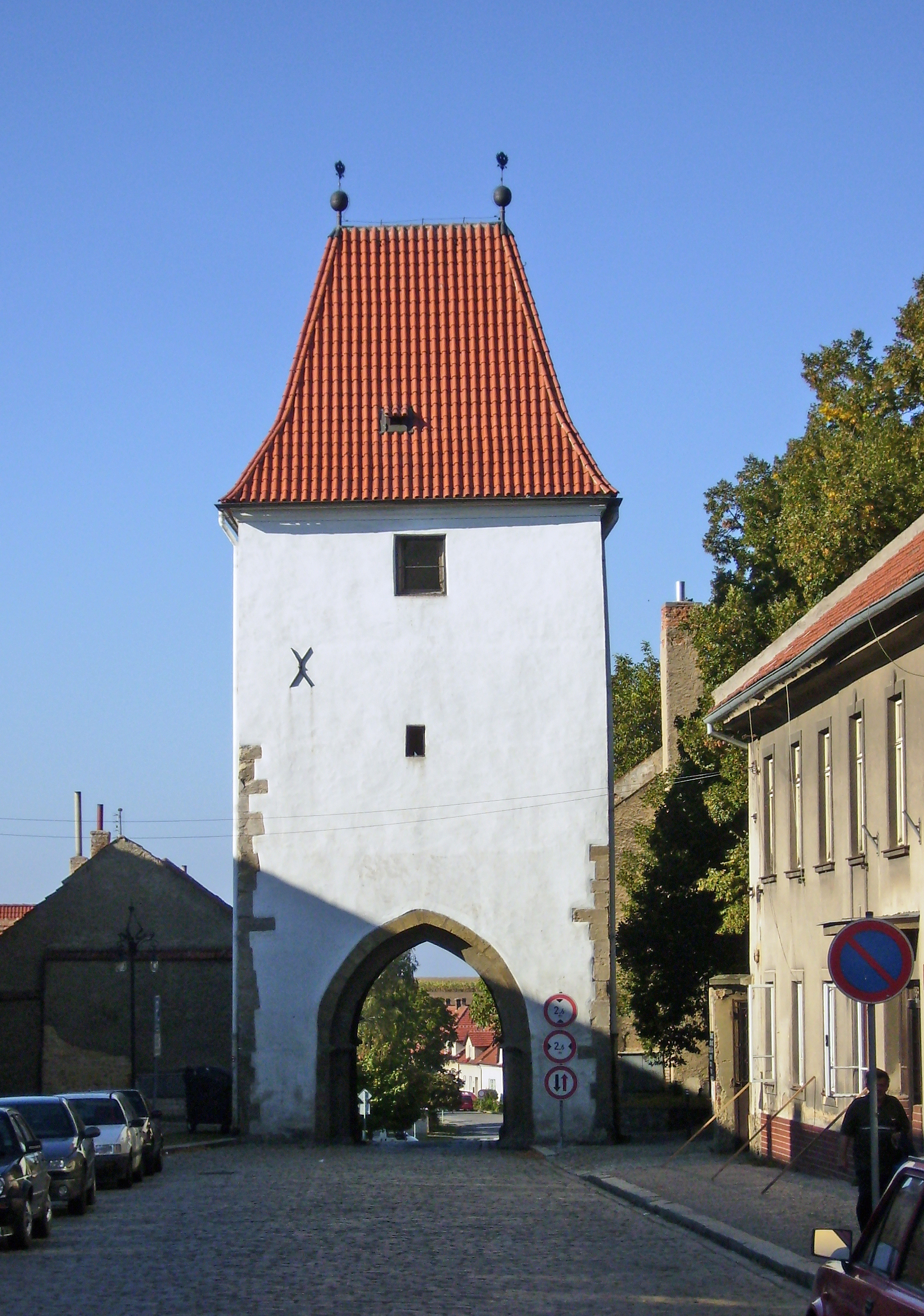
Pražská brána

Gotická, dnes dvoupatrová věž zastřešená dlátovou střechou. Je považována za nejlépe zachovanou raně gotickou městskou bránu v Evropě. Má dva gotické lomené portály a průjezd s valenou klenbou. Průjezd byl uzavíratelný padací mříží, po níž zbyly jen drážky v severním průčelí. Vlastní bránu chránilo předbraní s padacím mostem.

## Park Na Hradbách
Již od poloviny 16. století byly prostory mezi vnitřním a vnějším pásmem hradeb pronajímány městem ke zřizování zahrad, které měly převážně užitkovou funkci. Tak byl položen základ ozelenění hradebního pásu, který je ve městě dodnes zřejmě patrný. V těchto místech někdejšího městského opevnění se rozkládá také dnešní městský park Na Hradbách. Ve své dnešní podobě byl založen počátkem 30. let minulého století z iniciativy tehdejší Občanské záložny. Dodnes je zajímavý svou výsadbou vysoce hodnotných dřevin.